# Линакр, Томас
Томас Линакр (ок. 1460 — 20 октября 1524) — английский учёный, врач, гуманист и переводчик, в честь которого названы колледж в Оксфорде и королевская школа в Кентербери.

## Биография
Линакр был больше учёным, чем исследователем. Был очень уважаемый человек своего времени. Внёс большой вклад в формирование научного образования.
Был одним из первых англичан, который отправился изучать греческий в Италию, и, вернувшись на родину, основал систему «нового обучения». Его учителями были величайшие ученые того времени. Его учениками или близкими друзьями были многие известные люди Европы того времени, в том числе Томас Мор и королева Мария I.
Именно его переводы с древнегреческого открыли для Англии многие работы древних учёных по медицине и другим наукам.